# Страх перед врагами
Страх перед врагами (от лат. metus hostilis) — политическая теория, согласно которой сплочение народа на общее дело (лат. res publica) возможно только при наличии внешнего врага.

## История
Первое внятное изложение теории принадлежит Саллюстию, который уже в начале нашей эры отметил наступление упадка Римской империи и в качестве одной причин (наряду с материальным богатством) указал на разрушение Карфагена и более раннюю победу над этрусками. Г. Конте отмечает, что понятие было известно задолго до этого, восходя, вероятно, к древнегреческой мысли. Так, Сципион Африканский после победы над Ганнибалом предлагал сохранить Карфаген, поскольку эта угроза способствовала единству патрициев и плебса. Этот же аргумент звучал в дебатах между Катоном Старшим (автором «Карфаген должен быть разрушен») и Сципионом Назиком по поводу участи Карфагена.
Современная политическая мысль отвергает свойственное древним построение государственной жизни на основе добродетелей и в целом следует за Макиавелли и Гоббсом, которые считали, что в основе политики лежит страх.

## Страх перед врагами и группы людей
В большинстве культур (и древних цивилизаций) личный страх считался и считается отрицательным качеством. Тем не менее, авторы отмечают положительные эффекты страха в случае групп.

## В современной культуре
Исследователи отмечают, что страх перед врагами является существенной частью современной политической культуры (например, «Красная угроза» в 1950-х годах в США). Теоретики политического реализма (от классиков Фукидида и Гоббса до неореалистов Моргентау, Уолтца и Миршаймера) постулируют, что страх является незаменимым способом построения и поддержания политических групп, так как способствует преодолению барьеров на пути к коллективным действиям.